# Podocarpus rotundatus
Podocarpus rotundatus là một loài thực vật hạt trần trong họ Podocarpaceae. Loài này được de Laub. mô tả khoa học đầu tiên năm 1978.